# Église de Kärkölä
L’église de Kärkölä (finnois : Kärkölän kirkko) est une église luthérienne située à Kärkölä en Finlande,.

## Description
L'église en briques rouges est conçue par Ludvig Isak Lindqvist et construite de 1887 à 1889. 
Elle est inaugurée lors de la fête de la Saint-Michel de l'année 1889.
L'église peut accueillir 400 personnes.
Le mémorial du cimetière attenant à l'église est dû à Viktor Jansson.